# 健康教育
健康教育(けんこうきょういく、Health education)は、人々に健康について教育する専門分野で、またそれに従事する専門職である。 この専門職の領域には、環境衛生、身体的健康、社会的健康、情緒的健康、知的健康、精神的健康、およびセクシュアル・リプロダクティブ・ヘルスに関する健康教育が含まれる。
また、知識を広げたり態度を変えたりすることで個人やコミュニティの健康を改善するのを支援することを目的とした学習活動のあらゆる組み合わせとして定義することもできる。
健康教育は、様々な情報源によって異なる定義が用いられてきた。1975年に開催されたアメリカ合衆国の全国予防医学会議は、健康教育を「人々に健康的な習慣やライフスタイルを身につけ、維持するための情報を提供し、動機付け、支援するプロセスであり、この目標達成に必要な環境の変化を提唱し、また、同じ目的のために専門的な研修や研究を行う」と定義した。2001年に開催された健康教育推進用語合同委員会は、健康教育を「個人、グループ、コミュニティに、質の高い健康に関する意思決定に必要な情報とスキルを習得する機会を提供する、健全な理論に基づいた計画的な学習体験のあらゆる組み合わせ」と定義した。世界保健機関（WHO）は、健康教育を「健康リテラシーの向上、知識の向上、個人とコミュニティの健康につながるライフスキルの育成を目的とした、何らかのコミュニケーションを伴う、意識的に構築された学習機会」と定義している。

## 歴史

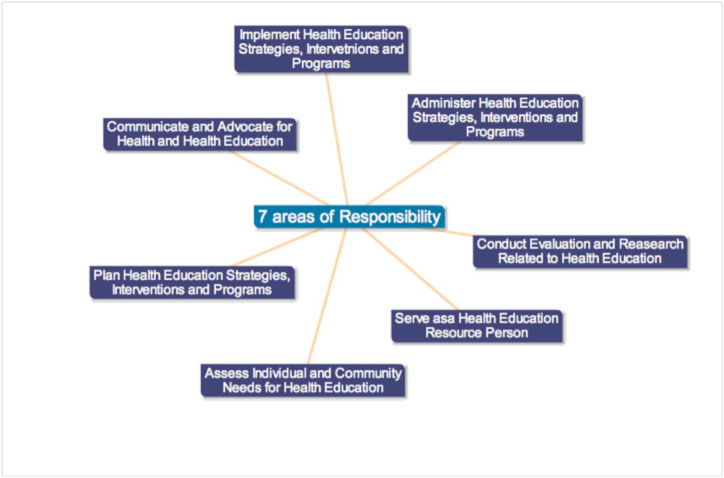
健康教育のマインドマップ

健康教育は、しばしば歴史の最も古い時代におけるヘルスケアの始まりとともに、知識が世代から世代へと受け継がれたと考えられている。健康教育の起源が紀元前6世紀から4世紀のギリシャ人にまで遡ると聞くと、驚く人もいるかもしれない。発見された文書によると、彼らは健康に関する迷信や超自然的な概念から離れ、病気の生理的原因に焦点を移していた。彼らは、身体的健康、社会環境、人間の行動が、病気の予防と健康の維持にどのように関連しているかを議論した。
ギリシャ人は、薬の服用と健康的な行動の維持を促進する支援的な環境と規則を確立することにより、人々とコミュニティに力を与えたいと考えた。彼らは、人々に健康について教育し、スキルを開発することでこれを行った。
 
中国、インド、エジプト、ローマ、ペルシャの古代文明から保存された他のテキストにも、さまざまな病気、その治療法、さらには予防策に関する情報が含まれている。最初の医学部は8世紀末にイタリアのサレルノ大学に設立され、カリキュラムの大部分は適切な衛生と健康的なライフスタイルに焦点を当てていた。ずっと後になって、ヨハン・グーテンベルクの印刷機は、教育資料をよりアクセスしやすいものにする道を開いた。最初に印刷されたものの中には健康に関する論文も含まれていた。衛生と健康的なライフスタイルの選択に関する情報を含む資料は、伝染病対策のツールとして人気を博した。 19世紀には、健康やその他のトピックに関する一般の人々の知識を向上させるための「意識向上」が増加し始めた。医学が進歩し続け、新しい問題に対処するために新しい分野が生まれるにつれて、健康教育を提供する方法も進化した。

1960年代以前は、医師が主に責任を負い、患者は自分の健康に関する決定において受動的な役割を担うことが期待されていた。 1976年に「患者教育とカウンセリング」誌が創刊され、健康教育の概念が本格的に広がり始めた。この頃、患者が自分の健康状態について十分な情報を得れば、さまざまなライフスタイルの変化を通じて健康を改善できることが明らかになってきた。 
1980年代には、患者擁護団体が、健康状態や治療の選択肢について知らされる権利など、患者の権利の問題が注目されるようになった。1990年代には、電子健康コミュニケーションの出現など、今日の医療現場に存在する共同意思決定モデルが本格的に導入された。最後に、21世紀には、健康教育とコミュニケーションを促進するためのプラットフォームとして指定された協会が登場した。
特に米国では...
アメリカ合衆国における健康教育の目的とアプローチは、時代とともに進化してきた。19世紀後半から20世紀半ばにかけて、公衆衛生の目的は感染症による被害の抑制にあり、1950年代までに感染症はほぼ制御可能となった。学校における健康教育の定義の変化に関する近年の大きな傾向は、学校教育が成人の行動に影響を与えるという認識が高まっていることである。
1970年代、米国では健康教育は、健康的な医療行為を実践すべき人々に伝えるための手段として主に捉えられていた。
この頃には、病気、死亡、そして医療費の増大を減らすには、健康増進と疾病予防に重点を置くことが最も効果的であることは明らかになっていた。この新しいアプローチの中心にあったのは、健康教育者の役割だった。
1980年代には、教育は個人に力を与え、知識に基づいた健康に関する意思決定を可能にする手段であるという考え方が定義に取り入れられ始めた。米国における健康教育は、「個人が自身の健康と他者の健康に影響を与える事柄について、十分な情報に基づいた意思決定を行えるよう支援するプロセス」となった。この定義は、米国の学校における健康教育に関する初の全国規模の調査が行われたのと同じ年に登場し、最終的には若者への健康教育に対するより積極的なアプローチにつながった。1990年代後半、世界保健機関（WHO）は、地域、地方、国家、そして世界レベルを含むあらゆるレベルで学校保健プログラムを強化する「健康促進学校」の開発を目指したグローバルヘルスイニシアチブを開始した。

今日、米国では、学校保健教育は、地域社会、学校、患者のケアの実践を組み合わせた「包括的な健康カリキュラム」と見なされており、「保健教育は、疾病の予防と最適な健康の促進から、疾病の検出、治療、リハビリテーション、長期ケアまでの連続体をカバーしている。」この概念は、最近の科学文献では「健康促進」として規定されており、これは健康教育と同じ意味で使用されていますが、健康促進はより広い焦点を持っている。

## 健康教育スペシャリストの役割
健康教育者( health educator)とは、「様々な役割を担い、個人、集団、地域社会の健康に資する政策、手順、介入、システムの開発を促進するために、適切な教育戦略と方法を用いるよう専門的に訓練された個人」である（用語合同委員会、2001年、100ページ）。言い換えれば、健康教育者は、人間の健康と福祉の向上に関連する活動を実施、評価、およびデザインする。例としては、「患者教育者、健康教育指導者、トレーナー、コミュニティオーガナイザー、健康プログラムマネージャー」などが挙げられる。職種名は多様であるため、明確な健康教育体系は存在しない。1978年1月、健康教育者の基本的な役割と責任を定義するために、役割定義プロジェクトが開始された。その結果、「入門レベルの健康教育者のための能力に基づくカリキュラム開発のための枠組み」（https://www.nchec.org 、NCHEC、1985年）が策定されている。 2つ目の成果は、「認定健康教育スペシャリストの専門能力開発のための能力に基づく枠組み」（NCHEC、1996年）の改訂版である。これらの文書では、以下に示す7つの責任領域が概説されている。健康教育スペシャリスト実践分析（HESPA II 2020）では、「8つの責任領域、35の能力、193のサブコンピテンシーを備えた新しい階層モデル」が作成された。
健康教育は、個人の健康に関する知識、行動、または態度に即座に影響を与え、最終的には個人の生活の質または健康状態を改善することを目的としている。健康教育では、生活の質と健康状態を改善するために、実践において複数の異なる介入戦略を活用しいる。健康教育介入戦略は、個人の健康に関するスキル、行動、知識、または状態に変化をもたらすために連携して機能する要素を計画的に組み合わせるものになる。

### ピア(対等の)健康教育者
ピア健康教育とは、学生が自発的に仲間に健康的なライフスタイルの過ごし方を伝えることを指していう。この考え方の最大の特徴は予防であり、アルコール、性、心の健康に関する教育に加え、その他多くの側面も含まれることが多い。スローンとジマーは、ピアヘルス教育を「学生が互いに助け合い、前向きな健康に関する信念や行動を促進できるように設計された動機付けモデル」と表現している。 健康教育の専門家は、ピア健康教育者への助言も頻繁に行っている。これにより、医療専門家との関係が構築され、同時に、可能な限り多くの学生を教育するために必要な関連リソースやモデルが提供されることができる。.
ピア健康教育者に関する研究は、西洋文明圏の大学で多く行われてきた。しかし、ピア健康教育の具体的な活用例は、中国の汕頭における経験に見られる。
この経験では、医学生が選抜され、食事や安全な性行為から心身の健康に至るまで、様々なテーマについて仲間を教育した。参加者とピア健康教育者の両方からの結果を追跡するために、自記式アンケートが使用された。アンケート結果によると、「すべてのピア健康教育者が肯定的に回答し、回答した学生の大多数も肯定的に評価している。一部の学生はオンラインで健康情報を探すことを好んだが、回答した学生の約4分の1はピア・エデュケーターに連絡すると回答した」。  結局のところ、ピア・エデュケーションは西洋社会でより広く受け入れられており、「中国やその他の東洋社会でより効果的に活用するには、文化的適応」が必要となるだろう。

## 学校保健教育の指導
アメリカ合衆国では、約 40 の州で健康教育の指導が義務付けられている。包括的な健康教育カリキュラムは、重要な健康問題に関する望ましい態度や実践を生徒が身に付けるのに役立つ計画された学習体験で構成されている。
研究によると、生徒は感情と健康的な食習慣が互いにどのように影響し合う可能性があるかを認識できることがわかっている。これらのいくつかは次の通りである。精神的健康と肯定的な自己イメージ、人体とその重要な器官に対する感謝、尊敬、およびケア、体力、アルコール、タバコ、薬物使用、および物質使用障害に関する健康問題、健康に関する誤解と迷信、運動が身体系および一般的な健康に及ぼす影響、栄養と体重管理、性的関係とセクシュアリティ、地域社会および生態系の健康の科学的、社会的、および経済的側面、性感染症を含む伝染病および変性疾患、災害への備え、安全および運転者教育、環境要因とそれらの要因が個人または集団の環境健康にどのように影響するか(例: 空気の質、水質、食品衛生)、生活スキル。専門的な医療・保健サービスを選択すること、そして医療関連のキャリアを選択すること。

### メンタルヘルス
メンタルヘルスというテーマは、近年ますます認知度が高まり、社会的にも受け入れられる概念になりつつある。しかしながら、平均的な個人のメンタルヘルスリテラシー、つまり「精神疾患を認識し、管理し、予防する」能力は、必ずしも高いとは言えない。 十分に発達したメンタルヘルスリテラシー（MHL）を持つことで、生徒は自身のメンタルヘルスを管理するだけでなく、他者を支援することも可能になる。Seedaketらによるシステマティックレビューでは、学校ベースの介入と地域社会ベースの介入の両方がMHLの改善に効果的であると結論付けられている。
学校で子供たちにメンタルヘルスについて教えることは、メンタルヘルスを決して無視すべきものではなく、ごく普通の出来事として捉える一助となるだろう。近年、健康教育においてこのような教育方法を取り入れる取り組みが増えている。
しかし、現状の課題は「…教師の複雑なメンタルヘルス問題への対応能力には限界がある」ということである。メンタルヘルスとMHLは複雑な概念である。教師は、生徒に必要な知識をすべて教えるための医学的訓練を受けているとはいえない。教育者がメンタルヘルスに関するトピックを教えられる能力を身につけ、自信を持てるよう支援するためには、より専門的な研修を行う必要がある。

地域社会に根ざした介入を通して、学生にメンタルヘルスについて教えることもできる。専門家を招き、若者に精神疾患の兆候とその対処法について教えることが可能になる。 
この情報は、個人のMHLを高め、将来に役立つ可能性がある。親もこれらのトピックについて子供たちに伝えるべきです。メンタルヘルスについてオープンに話し合うことで、子供が保護者とこの話題について安心して話せる環境が生まれる。また、親は子供たちが抱えるあらゆる問題に寄り添い、耳を傾ける姿勢を示すべきである。

## 世界の健康教育

### イギリス
教科としての道徳科がない代わりに、健康教育に対人関係や社会参加、経済教育などを盛り込んだPSHE（Personal Social Health Education）と宗教教育で道徳教育を代替している。この場合の健康教育には、上記の喫煙、薬物、アルコールなどのテーマの他に、思春期の妊娠防止、いじめ、暴力の防止、自己信頼と自尊感情（セルフ・エスティーム）、共感、問題解決能力、ストレスへの対処などが含まれている。

## 日本の健康教育
大学の教育学部保健体育専攻や体育学部などで「保健」の教員免許が取得でき、小学校、中学校、高等学校などで健康教育や性教育、環境教育などが行われている。また、養護教諭も健康教育に携わっている。
大学では保健学・体育学専攻以外の一般教養科目としても、「健康科学」「保健学」などの名称で教育が行われている。